# Roger D. Kornberg
Roger David Kornberg (født 24. april 1947) er en amerikansk videnskabsmand og professor i Structural Biology (der indgår som del af mikrobiologi) ved Stanford University School of Medicine.
Kornberg blev tildelt Nobelprisen i kemi i 2006 for sine studier af den molekylære basis for "eukaryotisk transcription", som forklarer den proces, hvorunder genetisk information fra DNA kopieres til RNA.
Hans far, Arthur Kornberg, som ligeledes er professor ved Stanford University, blev tildelt Nobelprisen i medicin i 1959.